# John M. Faison

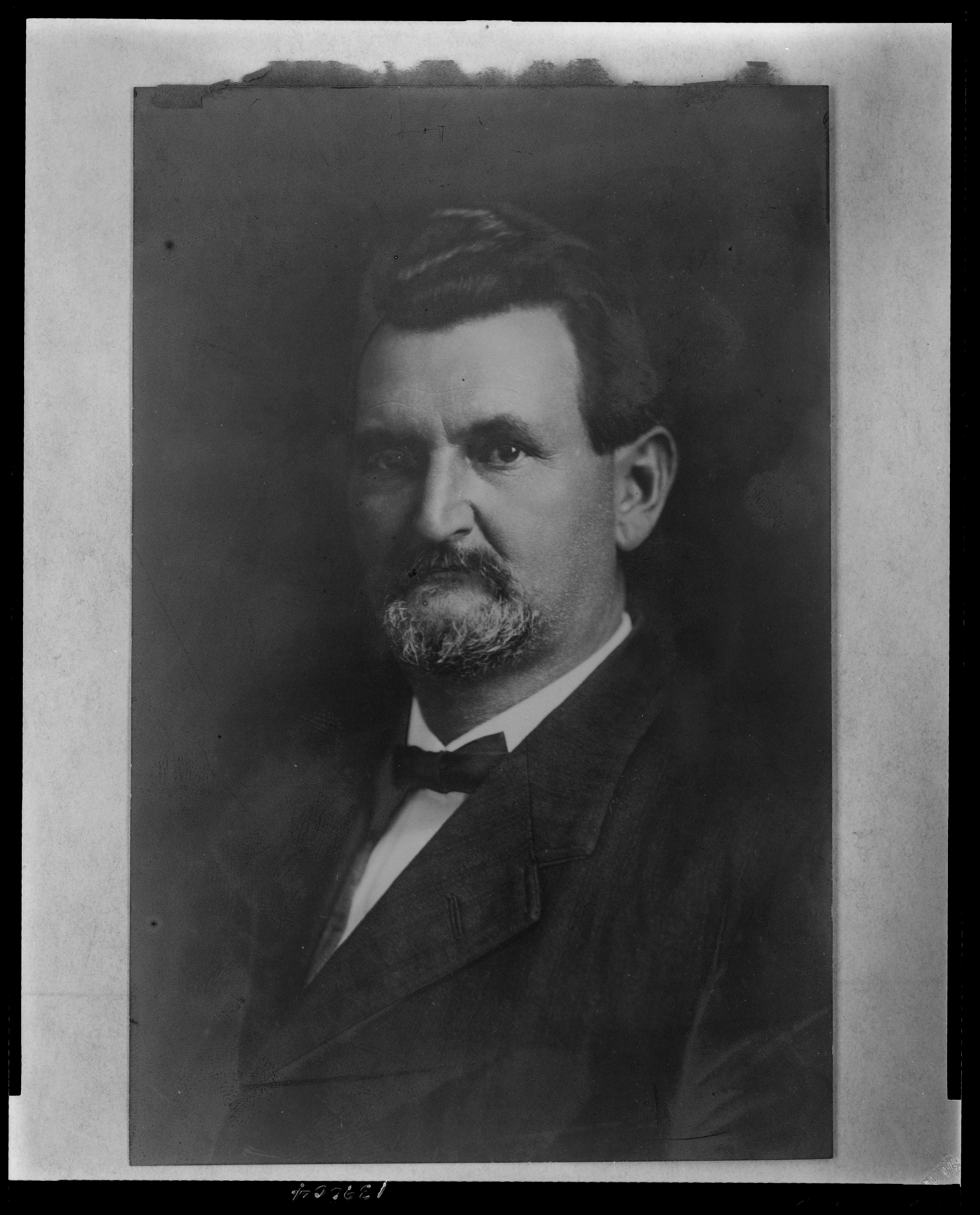
Porträt von John M. Faison (1890)

John Miller Faison (* 17. April 1862 bei Faison, Duplin County, North Carolina; † 21. April 1915 ebenda) war ein US-amerikanischer Politiker. Zwischen 1911 und 1915 vertrat er den Bundesstaat North Carolina im US-Repräsentantenhaus.

## Werdegang
John Faison besuchte die Faison Male Academy und danach bis 1883 das Davidson College. Nach einem anschließenden Medizinstudium an der University of Virginia in Charlottesville sowie der New York Polyclinic und seiner 1885 erfolgten Zulassung als Arzt begann er in seinem Heimatort Faison in diesem Beruf zu arbeiten. Außerdem wurde er in der Landwirtschaft tätig.
Politisch war Faison Mitglied der Demokratischen Partei. Zwischen 1898 und 1906 gehörte er deren Vorstand sowohl auf Bezirks- als auch auf Staatsebene an. Bei den Kongresswahlen des Jahres 1910 wurde er im dritten Wahlbezirk von North Carolina in das US-Repräsentantenhaus in Washington, D.C. gewählt, wo er am 4. März 1911 die Nachfolge von Charles Thomas antrat. Nach einer Wiederwahl konnte er bis zum 3. März 1915 zwei Legislaturperioden im Kongress absolvieren. In dieser Zeit wurden dort der 16. und der 17. Verfassungszusatz ratifiziert.
Im Jahr 1914 verzichtete Faison auf eine erneute Kandidatur. Er starb nur wenige Wochen nach dem Ende seiner letzten Legislaturperiode am 21. April 1915 in Faison, wo er auch beigesetzt wurde.